# Ciridops tenax
Il fringuello hawaiiano dalle zampe grosse (Ciridops tenax James & Olson, 1991) è un uccello passeriforme estinto della famiglia Fringillidae.

## Descrizione
Essendo l'esistenza di questi uccelli nota grazie al ritrovamento di resti subfossili, se ne ignora la colorazione: l'aspetto del fringuello hawaiiano dalle zampe grosse doveva essere piuttosto simile a quello del congenere sopravvissuto fino agli inizi del XX secolo, l'ulai-a-hawane, dall'aspetto che ricorda quello di uno zigolo, con piumaggio colorato e forti zampe posteriori.

## Biologia
Molto verosimilmente, come osservabile nella sua controparte estintasi più recentemente, questo uccello utilizzava le zampe posteriori per raspare fra i detriti accumulatisi alla base delle foglie di palme endemiche, mettendo in questo modo allo scoperto i piccoli invertebrati dei quali si nutriva.

## Distribuzione e habitat
Il fringuello hawaiiano dalle zampe grosse era endemico dell'isola di Kauai, nell'arcipelago delle Hawaii: il suo habitat era costituito dalle foreste con presenza di palmizi a prevalenza di Pritchardia, ai quali questi uccelli erano strettamente associati.

## Estinzione
Questi uccelli erano già scomparsi da tempo all'arrivo degli europei alle Hawaii, nel 1778: verosimilmente, la loro estinzione risale all'arrivo dei coloni polinesiani nell'arcipelago, o forse ancora precedentemente ai cambi climatici della transizione Pleistocene-Olocene, ambedue eventi che hanno decretato la scomparsa di numerosissime specie di drepanidini dalle isole.